# Association française pour le développement de l'intelligence économique
L'Association française pour le développement de l'intelligence économique (AFDIE) est un réseau dont l’objet est de constituer et d'animer une communauté nationale et européenne mobilisée autour d’une démarche d'intelligence économique.

## Rôle
Avec le ministère de l'Intérieur, l'Agence pour la diffusion de l'information technologique (ADIT), les Agences régionales d'information stratégique et économique (ARIST), l'ADFIE contribue à mettre en place un concept d'intelligence territoriale. 

## Histoire
L'association a été fondée en octobre 1996 par Jean-Louis Levet, Gabriel Colletis et Roland Meyer.